# Medelpads östra domsaga
Medelpads östra domsaga var en domsaga i Västernorrlands län. Den bildades den 1 januari 1879 (enligt beslut den 18 maj 1878) genom delningen av Medelpads domsaga i två delar. Domsagan upplöstes den 1 januari 1965 då den uppgick i den återbildade Medelpads domsaga.
Domsagans kansliort var Sundsvall.
Domsagan lydde först under Svea hovrätt, men överfördes till domkretsen för hovrätten för Nedre Norrland när denna bildades 1948.

## Tingslag
Vid bildandet löd fyra tingslag under domsagan, men detta antal minskades till två den 1 januari 1925 (enligt beslut den 25 oktober 1918 och den 2 maj 1924) då Ljustorps, Njurunda och Sköns tingslag slogs ihop för att bilda Njurunda, Sköns och Ljustorps tingslag. Den 1 januari 1936 (enligt beslut den 18 oktober 1935) minskades antalet tingslag till ett då Indals tingslag och Njurunda, Sköns och Ljustorps tingslag slogs ihop för att bilda Medelpads östra domsagas tingslag.

### Från 1879
- Indals tingslag
- Ljustorps tingslag
- Njurunda tingslag
- Sköns tingslag

### Från 1925
- Indals tingslag
- Njurunda, Sköns och Ljustorps tingslag

### Från 1936
- Medelpads östra domsagas tingslag

## Häradshövdingar
| Ämbetstid                             | Namn                   | Levnadstid |
| ------------------------------------- | ---------------------- | ---------- |
| (fullmakt 30 december 1878) 1879-1900 | Herman Ölander         | 1841-1900  |
| (fullmakt 26 april 1901) 1901-1931    | Carl Emanuel Bengtsson |            |
| (fullmakt 13 maj 1932) 1932-1938      | Ragnar Petré           | 1892-1943  |
| (fullmakt 2 december 1938) 1939-1944  | Folke Rudewall         | 1895-1963  |
| (fullmakt 28 april 1944) 1944-1947    | Knut Elliot            | 1897-1970  |
| (fullmakt 7 november 1947) 1947-1964  | Nils Gustaf Fröding    | 1904-1970  |